# Nova Sicília
Nova Sicília és un partit polític regionalista sicilià fundat amb una part dels antics militants del Partit Socialista Italià i del Partit Sicilià d'Acció, que basa la seva lluita política principalment en l'actuació integral de l'estatut sicilià, i sobre el reviscolament econòmic, social, cultural, polític de Sicília i la tutela de les tradicions populars. El president del partit és Bartolo Pellegrino.

## Eleccions de 2001
A les eleccions legislatives italianes de 2001 Nova Sicília s'alineà amb la coalició de centredreta, elegint un diputat, Nicolò Nicolosi. Nicolosi, però, el 2005 abandonà el partit per a fundar el Pacte per Sicília. A les eleccions regionals de Sicília de 2001 va obtenir 5 diputats a l'Assemblea Regional Siciliana.

## Eleccions de 2006
Alle eleccions legislatives italianes de 2006 Nova Sicília s'alineà amb la Casa de les Llibertats, presentant les seves llistes en la circumscripció de Sicília pel Senat d'Itàlia. Alhora, a Sicília arribà a un acord amb el Nou PSI: a canvi del suport a les llistes del senat, el partit de Bartolo Pellegrino donà suport als socialistes a la Cambra dels diputats. Al Senat, Nova Sicília va obtenir l'1,3% dels vots i no assolí cap escó.
A les eleccions regionals de Sicília de 2006, e partit arribà a un acord amb el Moviment per l'Autonomia de Raffaele Lombardo: els dos partits, liderats per Lombardo, aconseguiren 10 diputats a l'Assemblea Regional Siciliana, elegint Nunzio Maniscalco per Nuova Sicilia. L'acord estipulat preveia la formació d'un únic partit regionalista, que encara no ha estat creat.
El 4 d'abril de 2007 el líder del moviment, Bartolo Pellegrino, fou arrestat sota l'acusació d'associació mafiosa, en relació amb alguns regidors escollits a Trapani.